# Села-при-Добу
Села-при-Добу (словен. Sela pri Dobu) — поселення в общині Іванчна Гориця, Осреднєсловенський регіон, Словенія. Висота над рівнем моря: 313,3 м.